# Talavera de la Reina
Talavera de la Reina é um município da Espanha na província de Toledo, comunidade autónoma de Castela-Mancha, de área 192 km² com população de 90.000 habitantes (2012) e densidade populacional de 433,26 hab/km².

## Toponímia
Fundada por Talábriga (em latim: Talabriga) pelos celtas, com a conquista romana da Hispânia foi chamada Cesaróbriga (em latim: Caesarobriga). Tito Lívio chama-a Ébura (em latim: Aebura). Após a chegara dos mouros, foi chamada Talabira.

## Demografia
| Variação demográfica do município entre 1991 e 2004 | Variação demográfica do município entre 1991 e 2004 | Variação demográfica do município entre 1991 e 2004 | Variação demográfica do município entre 1991 e 2004 | Variação demográfica do município entre 1991 e 2004 |
| --------------------------------------------------- | --------------------------------------------------- | --------------------------------------------------- | --------------------------------------------------- | --------------------------------------------------- |
| 1991                                                | 1996                                                | 2001                                                | 2004                                                | 2011                                                |
| 68000                                               | 70922                                               | 75369                                               | 80305                                               | 88414                                               |